# Kiana (zangeres)
Kiana (geboren als Anika Bostelaar) (Etten-Leur, Nederland, 5 juni 1981) is een Nederlandse zangeres, vooral bekend van de (voormalige) Britse popgroep Girl Thing. Voordat ze bij deze groep terechtkwam, was ze te zien in Nederlandse televisiereclames.
De enige single die ze tot nu toe heeft uitgebracht, heet King of the Dancefloor, gecomponeerd en geschreven door Joachim Vemeulen Windsant en Maarten Ten Hove, en geproduceerd/geremixt in Italië door Paolo Sandrini, bekend van zijn samenwerking met onder anderen Gigi d'Agostino.

## Discografie

### Singles
- King of the Dancefloor (2007)
  1. King of the Dancefloor
  2. King of the Dancefloor (Extended)